# Hvidovre Privatskole
Hvidovre Privatskole er en fri grundskole i Hvidovre i Hvidovre Kommune.
Adresse: Gungevej 2, 2650 Hvidovre
Skolen er fra skoleåret 2021/2022 en fuldt tosporet skole fra 0. - 9. klasse. Der er plads til 24 elever i hver klasse, og der er ca. 400 elever i alt på skolen.
Hvidovre Privatskole beskæftiger ca. 40 medarbejdere.

## Historie
Skolen startede op med elever fra 0. - 8. klasse den 1/8-2015, og var placeret i Sønderkærskolens tidligere bygninger, hvor man har lejede sig ind. Et halvt år efter opstarten var der over 200 elever og mere end 20 ansatte. Hvidovre Privatskole har også en SFO-ordning.